# Pure Jerry: Theatre 1839, July 29 and 30, 1977
Theatre 1839, July 29 & 30, 1977 est un coffret de trois CD de la série Pure Jerry proposant de larges extraits des concerts du Jerry García Band donnés les 29 et 30 juillet 1977,. 

## Liste des titres

### CD un
Tous les titres ont été enregistrés lors du concert du 29 juillet.
1. Mystery Train (Junior Parker, Sam Phillips) — 10:19
2. Russian Lullaby (Irving Berlin) — 12:52
3. That's What Love Will Make You Do (James Banks, Eddie Marion, Henderson Thigpen) — 11:33
4. Stir It Up (Bob Marley) — 12:41
5. Simple Twist of Fate (Bob Dylan) — 9:29
6. The Way You Do the Things You Do (Smokey Robinson, Bobby Rogers) — 9:51
7. Catfish John (Bob McDill, Allen Reynolds) — 11:58

### CD deux
Les titres 1-3 et 4-6 ont été enregistrés lors du concert du 29 juillet.
1. Friend of the Devil (John Dawson, Robert Hunter, Jerry Garcia) — 8:54
2. Don't Let Go (Jesse Stone) — 27:00
3. The Night They Drove Old Dixie Down (Robbie Robertson) — 9:49
4. They Love Each Other (Hunter, Garcia) — 7:22
5. I Second That Emotion (Robinson) — 10:27
6. Let Me Roll It (Wings) — 9:15

### CD trois
Tous les titres ont été enregistrés lors du concert du 30 juillet.
1. The Harder They Come (Jimmy Cliff) — 12:43
2. Gomorrah (Hunter, Garcia) — 6:39
3. Tore Up Over You (Hank Ballard) — 9:43
4. Tangled Up in Blue (Bob Dylan) — 10:18
5. My Sisters and Brothers (Charles Johnson) — 7:44

## Personnel
Crédits :
- Jerry Garcia – guitare, chant
- Donna Jean Godchaux – chœurs
- Keith Godchaux - claviers
- John Kahn – basse
- Ron Tutt - Batterie

## Récéption
En octobre 2004, l'album est noté 3 étoiles par John Metzger pour The Music Box